# Lictor

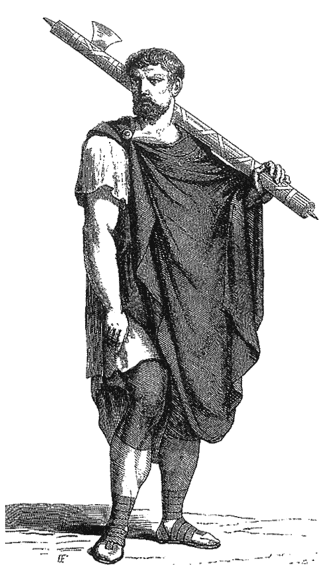
Romeinse lictor in vol ornaat, (door Cesare Vecellio)

Een lictor was een dienaar die de hoogste Romeinse ambtenaren vergezelde. Lictoren droegen fasces (roedenbundels waarin een bijl zat), symbool van de rechtsmacht van de ambtenaren.
De lictor vormde een erewacht voor aanzienlijke personen met een officiële functie in de Romeinse maatschappij. Zij zorgden voor een vrije doorgang door de stad heen en konden magistraten cum imperio (met een imperium) hun coercitio (het recht een burger te straffen) laten uitvoeren. Zij droegen, als teken van hun waardigheid, een bijl die in een takkenbos (de fasces) was gestoken. Droegen zij de bijl omhoog, was dit een teken van goedgezindheid, droegen zij de bijl met het blad naar beneden, was het een slecht teken.
Een dictator werd vergezeld door vierentwintig, een consul door twaalf lictores. Een praetor had zes lictores en binnen het Pomerium had hij er twee, de Flamen Dialis en verscheidene andere hoogwaardigheidsbekleders hadden één lictor.